# 草埔 (雅加達)

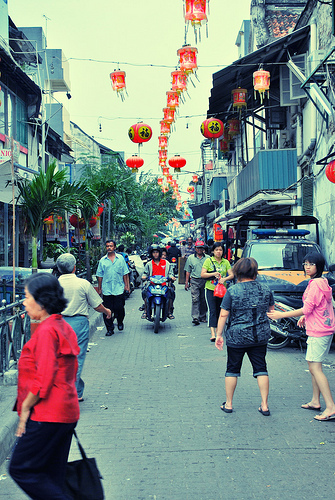
元宵節期間的草埔

6°09′S 106°49′E / 6.150°S 106.817°E
草埔（裹踱刻；白話字：kó tho̍h khek；臺羅：kó tho̍h khek）隸屬於印尼雅加達的一部份，又稱班芝蘭，自荷蘭殖民時期起成為唐人街。由於在當地經商的人士以華裔人士居多，因此當地也被視為印尼最大的唐人街。此外當地也以成為雅加達其中一個大型電子商品中心而聞名。

## 歷史

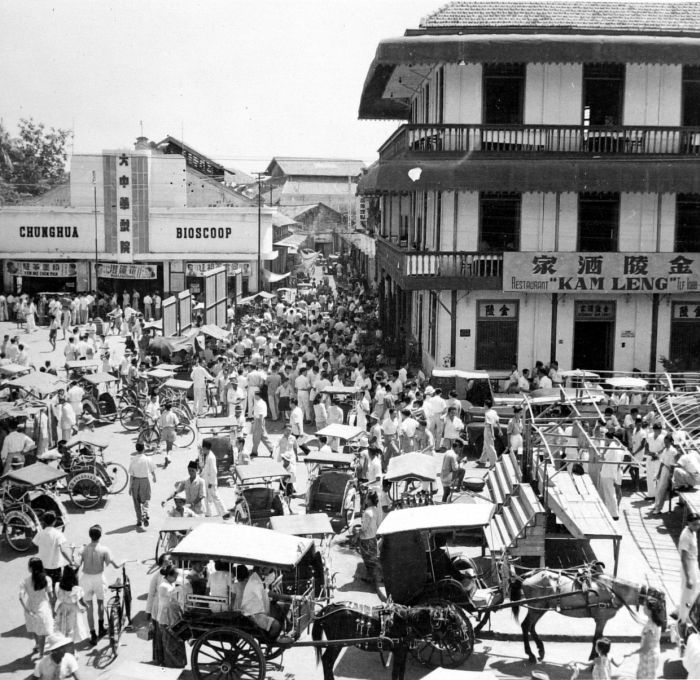
1953年的草埔

### 草埔和雅加達暴亂
1740年10月9日，荷属东印度当局以华人准备攻城为借口，命令巴达维亚（今雅加达）城内华人交出一切利器，同时挨户搜捕华侨，不论男女老幼，捉到便杀，对城内华人进行血腥洗劫，史稱红溪惨案。
1740年10月9日至12日，城内华人被杀近万人，即使关在监狱和卧病在医院的也不能幸免，侥幸逃出者仅150人。而城外华人不知消息已泄露，依旧按原计划攻城。从9日至11日激战三天，伤亡千余人，终因孤军奋战，攻城失败，被迫转战中爪哇。
1998年，在1998年印尼排华事件中，因為一些印尼本地民族指責華人囤積財富，草埔又一次受到重創。

## 中國城

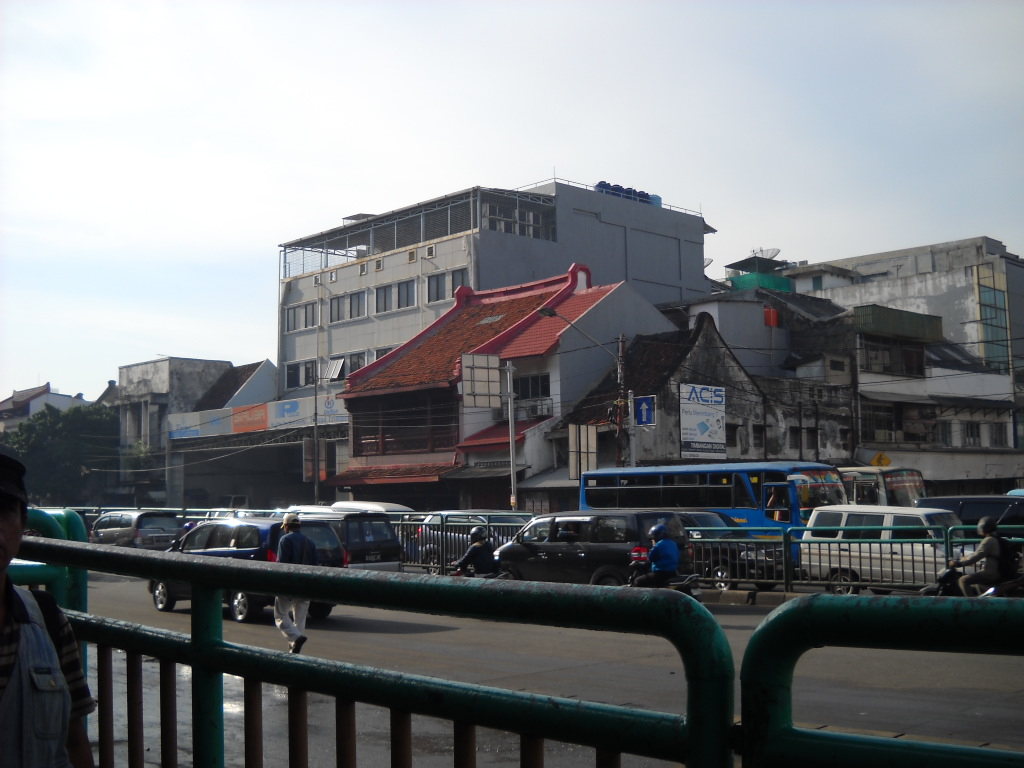
草埔中式舊樓
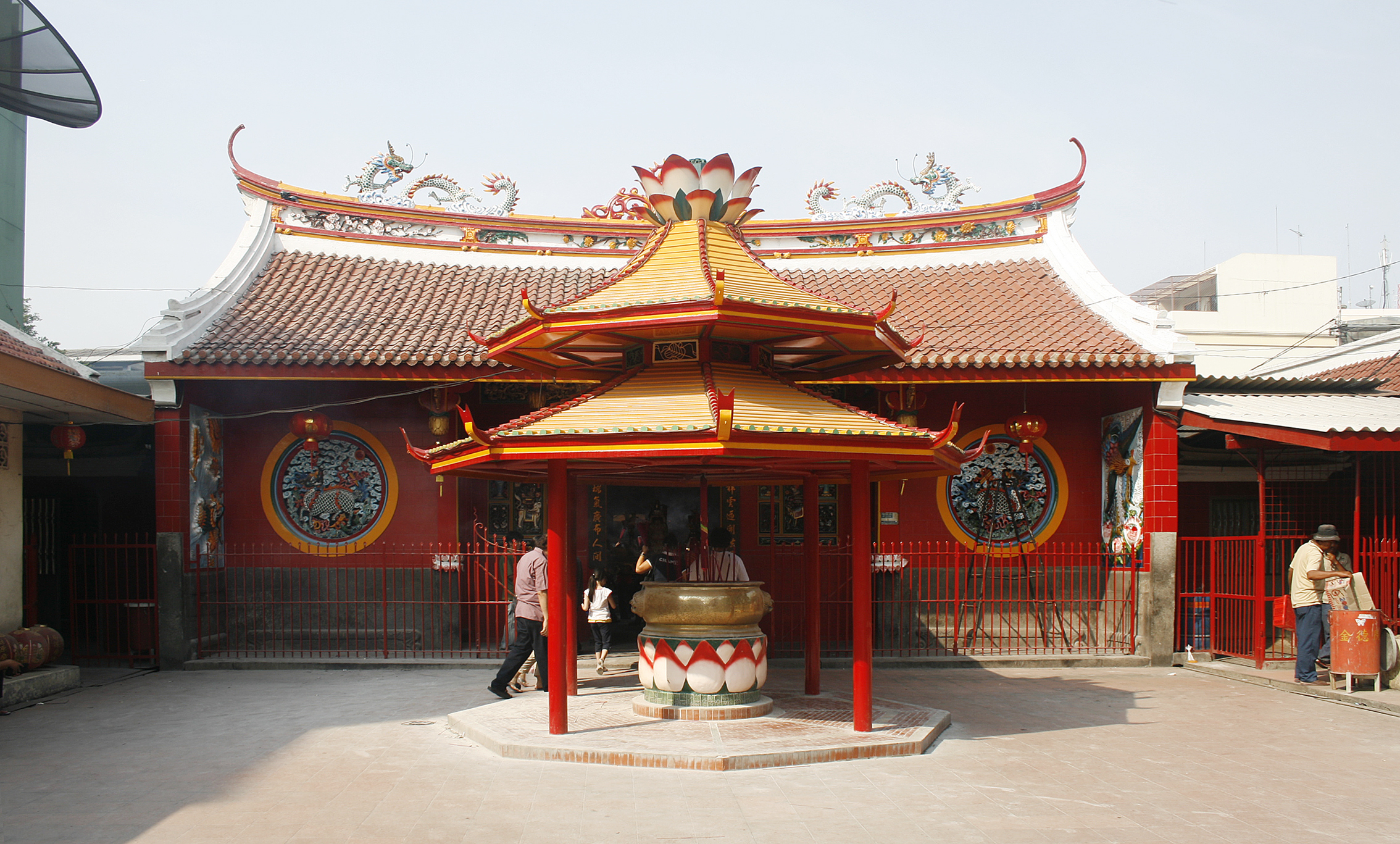
金德院（攝於2008年）
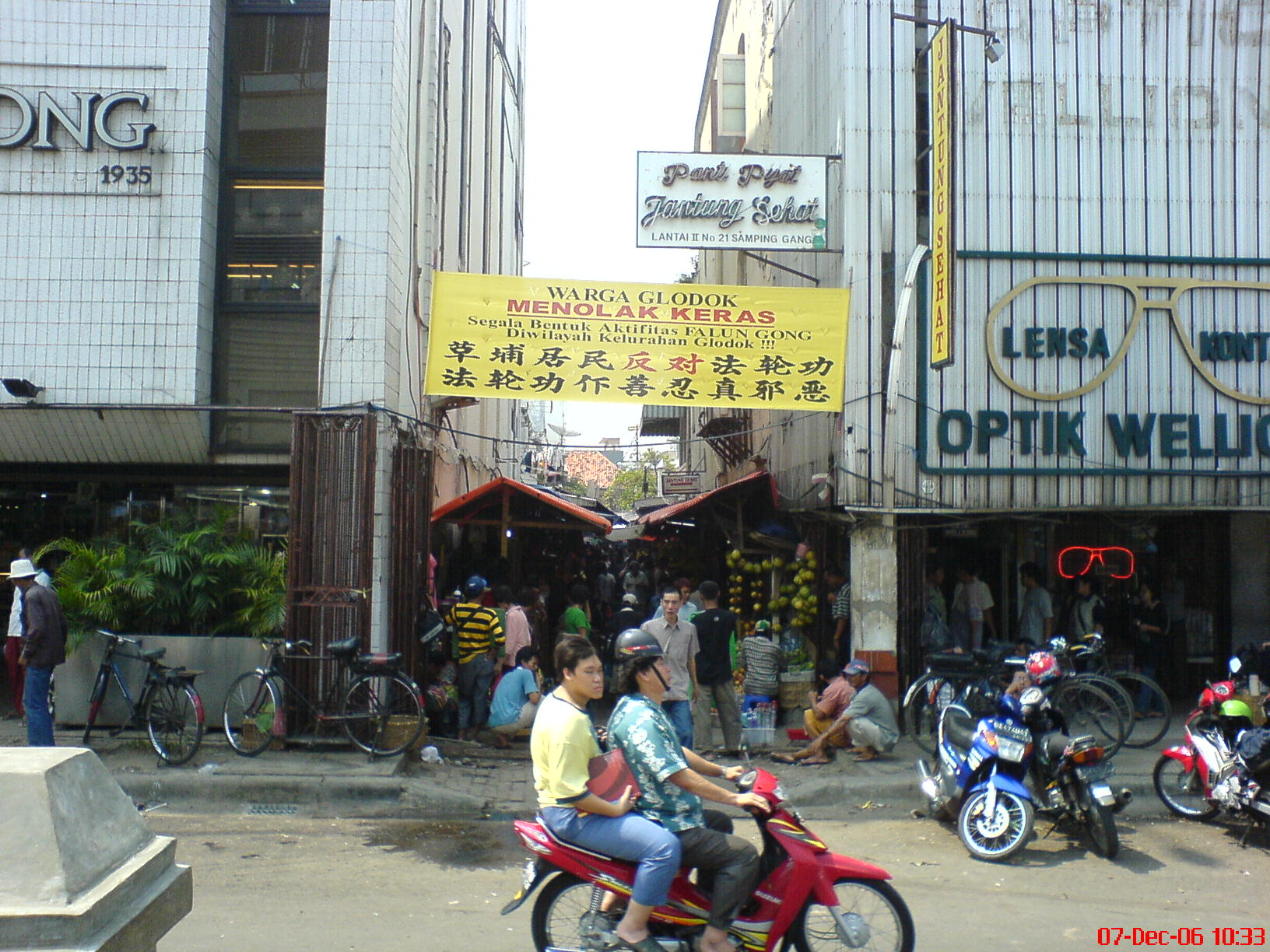
草埔一個市集的入口（攝於2006年），有草埔居民懸掛反對法輪功的橫幅
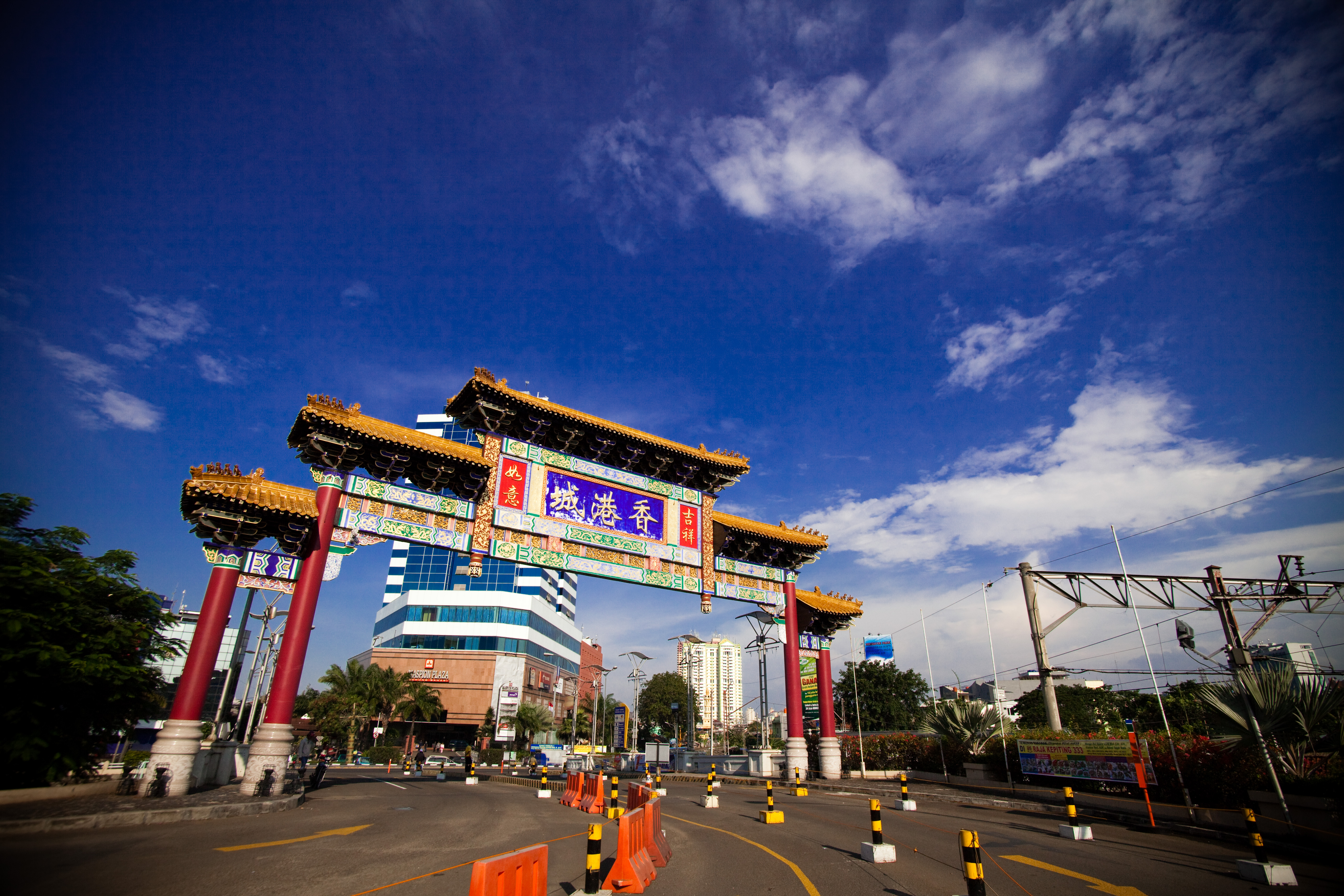
上有「香港城」字樣的牌樓
草埔的街景 （攝於1910年）

## 外部連結
- 'Jakarta's Battered Chinatown Stages a Comeback' （页面存档备份，存于）
- Buddhist temples in Jakarta